# Conogonia ceramensis
Conogonia ceramensis är en insektsart som beskrevs av Metcalf 1955. Conogonia ceramensis ingår i släktet Conogonia och familjen dvärgstritar. Inga underarter finns listade i Catalogue of Life.